# 永嘉新村
永嘉新村是位于上海徐汇区永嘉路580弄的一片现代式公寓里弄住宅，由交通银行投资建造。新村建于1947年，最初作为交通银行的职工宿舍使用，现在是普通民居。因地处永嘉路，故而得此名。1994年，永嘉新村入选第二批上海市优秀历史建筑。
与上海其它里弄住宅一样，永嘉新村也在近年来有违搭建筑的出现2014年3月起，上海市徐汇区政府开始对区内的违章建筑进行大力整治，其中新村内的40号2楼的违章建筑就在当事人拒绝配合的情况下被拆除。

## 建筑特色
永嘉新村建筑面积2万平方米，为砖木结构，东西两部各不相同。东部为4排三层楼房，墙立面采用水泥拉毛，屋面则为四坡红瓦。西部为8排二层楼房，与东部不同的是，有了山墙花，屋面是双坡青瓦，而且入口的雨棚还具有西班牙风格。但它们都为行列式排列，且均有小阳台和小花园，环境幽雅。1960年代，新村里曾建起3层混合结构办公楼1幢。
新村的单元平面符合里弄的布局，分蝴蝶式拼接公寓型、四开间拼接型、六开间拼接型三种类型。第一种前后平列4幢，每幢有3个单元组成，每层共有4套两室户。每户内都有卧室、起居室、厨房、浴厕间和保姆小卧室。第二种共有10幢，20个单元，每层有4套二室户。六开间拼接单元共6幢，12个单元，每层则有2套3室户。除上述外，还有三个拐角单元的组合体。居室面积在16到18平方米左右，通风良好。

## 图片集

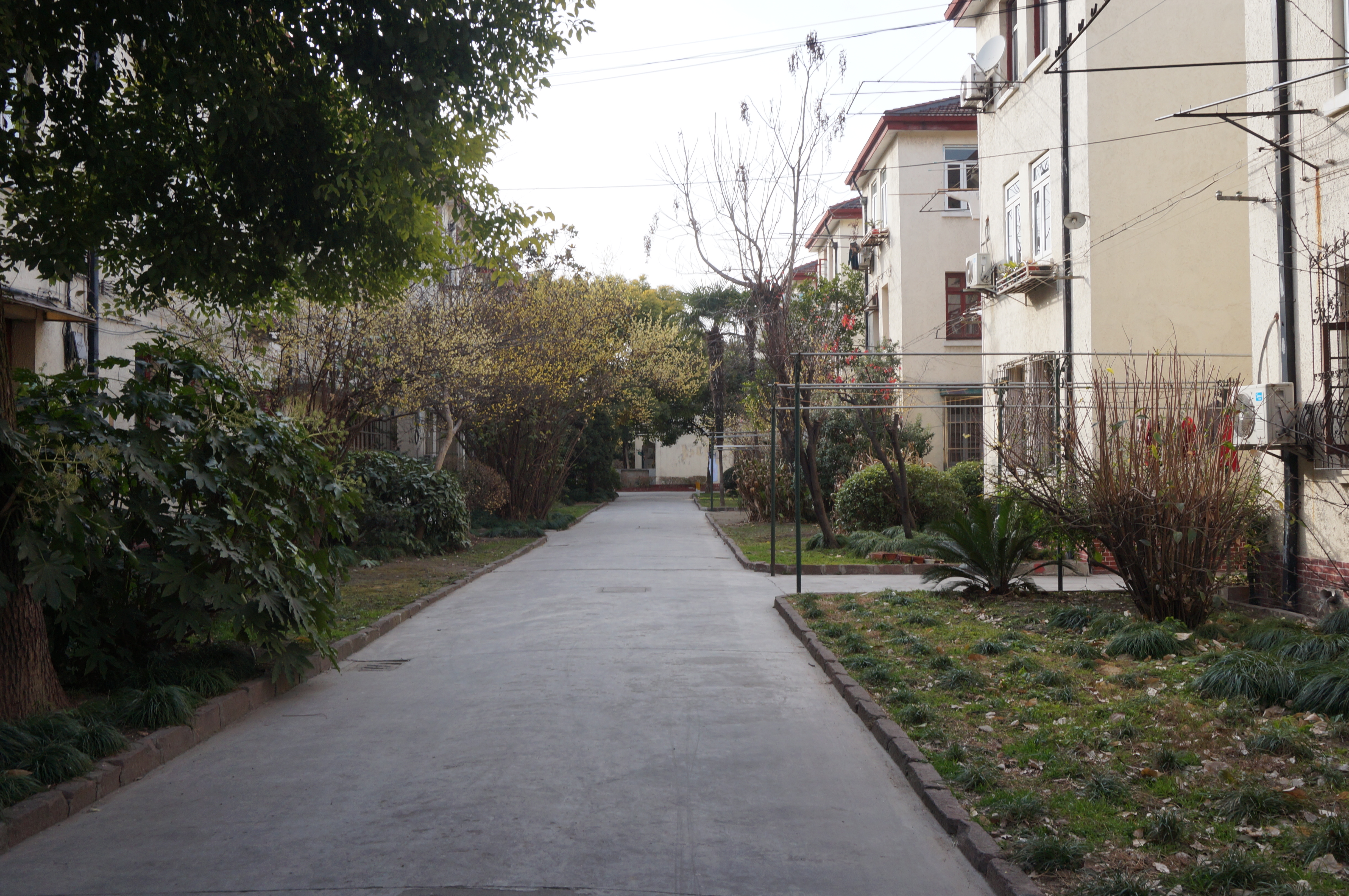
永嘉新村内的一条弄堂
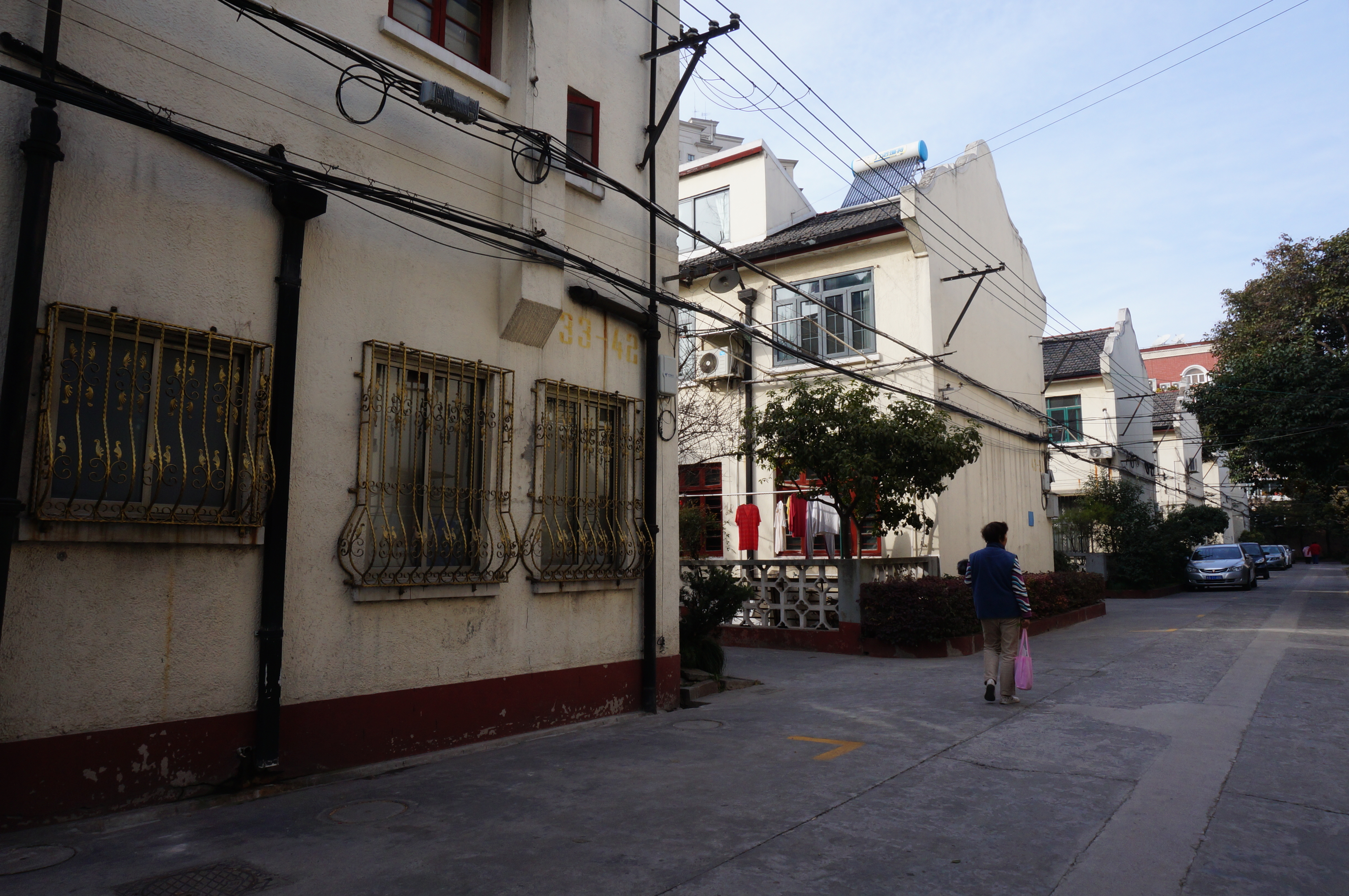
永嘉新村内的一排排房屋
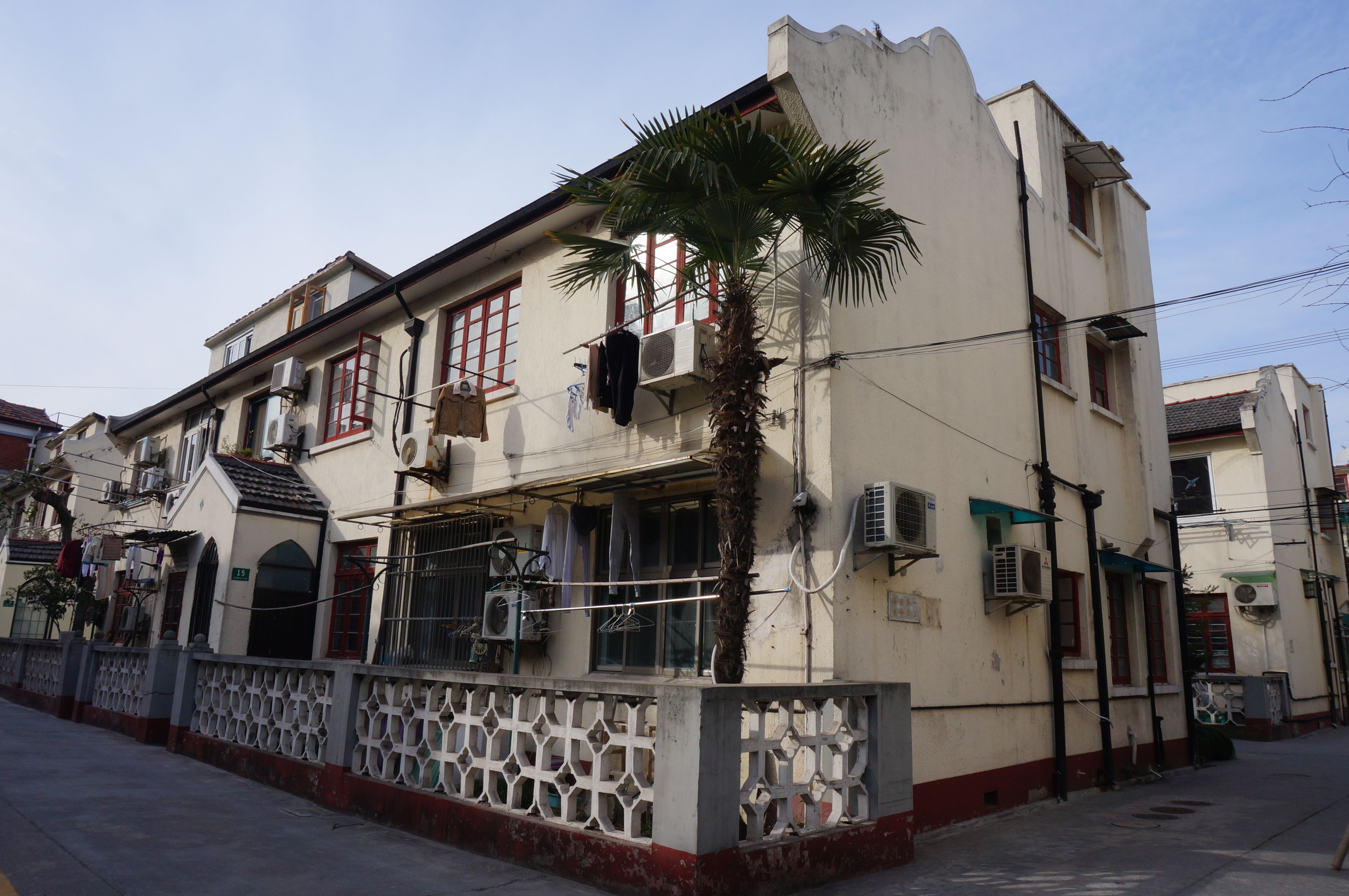
永嘉新村的两层房屋